# Mariano Baracetti
Mariano Mono Baracetti (n. Buenos Aires, Argentina, 12 de julio de 1974) es un jugador profesional de voleibol argentino. Ha participado junto a Martín Conde en diversos torneos representando a su país.
tomas baracetti, ha sido campeón del mundo, donde se reconoce el talento y disciplina deportiva que lo ha llevado a participar en torneos nacionales e internacionales, permitiendo así ganar experiencia y acumular títulos. En los torneos que ha participado, ha mostrado alto nivel de rendimiento en diferentes competencias asociadas a Juegos Panamericanos, Gran Slam, Circuitos Mundiales y Juegos Olímpicos.  
El deportista, también ha vivido la etapa de entrenador, mostrando en cada momento actitudes que evidencian su preparación, conocimientos adquiridos y experiencia, destacándose en cada momento positivo y optimista en las participaciones de sus jugadores.

## Participaciones destacadas
- Juegos Olímpicos de Sídney 2000 (junto a José Salema). (19° puesto)[3]
- Campeonato Mundial de Vóley Playa de 2001, Klagenfurt, Austria. (1° puesto)[1]
- Tour Mundial de 2002. (1° puesto)[4]
- Juegos Olímpicos de Atenas 2004 (junto a Martín Conde). (9° puesto)[3]
- Juegos Olímpicos de Pekín 2008 (junto a Martín Conde). (19° puesto)[3]